# Yer (Jakiri)
Pour les articles homonymes, voir Yer.
Yer est une localité du Cameroun située dans la Région du Nord-Ouest, le département du Bui et la commune de Jakiri.

## Population
En 1968, la localité comptait 759 habitants, principalement des Nso.
Lors du recensement national de 2005, on y a dénombré 1 670 personnes.
En 2012, la population de Yer/Ntamir est estimée à 1 302 personnes.